# 国内総生産

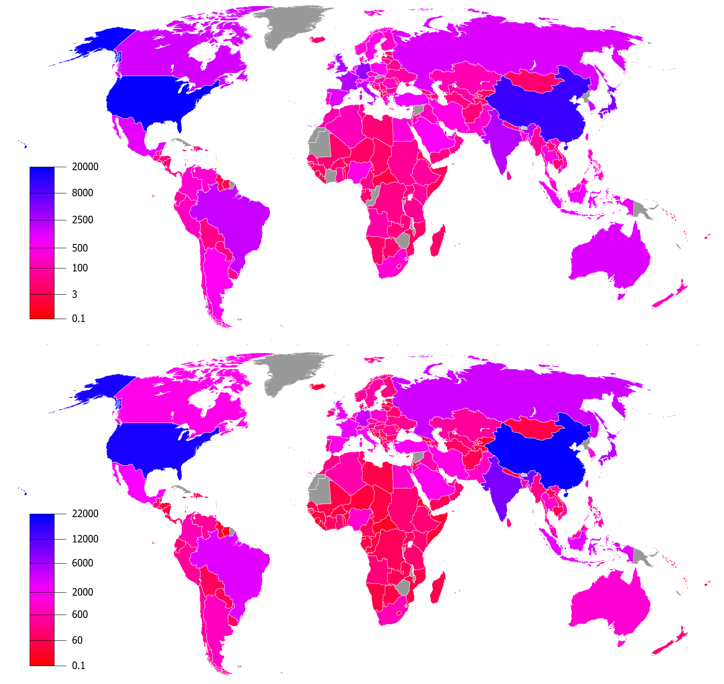
国別GDP（2016年） 上段がMERベース、下段がPPPベース。単位は10億ドル。名目ベースでは先進国の値が高く、PPPベースではインドや中華人民共和国などの新興国やアフリカなどの発展途上国の値が高く表示されやすいことが読み取れる。

国内総生産（こくないそうせいさん、英: gross domestic product、GDP、独: Bruttoinlandsprodukt、BIP）は、一定期間内に国内で産み出された物やサービスの付加価値の合計のことである。その国内領土に居住する経済主体を基準にした数値で「居住者たる生産者による国内生産活動の結果、生み出された付加価値の総額」をいう。名目総GDPともいう。
以前は、景気を測る指標として国民総生産（こくみんそうせいさん、英: Gross National Product、GNP）が用いられていたが、1993SNAの導入に伴い、“Gross National Income (GNI、国民総所得)”が新たに導入され、GNPの概念はなくなり、現在はGDPが重視されている。
なお、GDPは “国内”のため、日本企業が海外で生産した付加価値は含まないのに対して、GNPは“国民”のため、国内に限らず、海外での所得も含んでいる。
また、世界の総生産の合計は、世界総生産(英: Gross World Product、GWP)と呼ぶ。

## 概要

フローとストックのダイアグラム

国内総生産は「ストック」に対する「フロー」を表す指標であり、経済を総合的に把握する統計である国民経済計算の中の一指標で、GDPの伸び率が実質経済成長率に値する。

原則として国内総生産には市場で取引された財やサービスの生産のみが計上される。市場で取引されない活動は、GDPには含まれない。このため、家事労働やボランティア活動などは国内総生産には計上されない。この点は、国民総生産でも同じである。こうした取り扱いの例外として、持ち家の家賃など帰属計算が行われるものがある。
また、今期新たに生産されたのでない財（例：古美術品）の取引、最終財の原材料となる中間財の取引は算入されない。地下経済なども計上されないことが一般的であったが、2014年以降、EU圏内では麻薬取引や売春サービスも計上し始めている。オーストラリアに本部を置き、米国、メキシコ、オランダ、ベルギーなどに支部を持つ経済平和研究所によると、GDPは「幸福度と国富の関連性」を誤って表現する問題指標であり、より良い測定方法が必要であるとしている。具体的な問題点としては、GDPには犯罪経済などが含まれていることが挙げられる。
国連統計委員会が勧告を出し、統計設計、財の概念の設定などは勧告に沿って行われる。直近の勧告としては、68SNA、93SNA、2008SNAがある。
日本の国内総生産は、内閣府（2001年の中央省庁再編以前は経済企画庁）が推計し、速報値や改定値として発表しているが、その詳細な計算方法については他国同様、公開されていない。

## 経済モデル

### 国内総生産の定義
国内総生産を定義するために、実際の経済を単純化したモデルを与える 。なお、ここで説明するGDPは名目GDPと呼ばれるもので、実質GDPとは異なる。

#### 支出面
国内には家計、企業、政府の三種類の経済主体があり、それとは別に外国という経済主体がある。
また生産物市場、生産要素市場、金融市場の三種類の市場がある。
企業が財・サービスを生産するために別の企業から購入する財・サービスを中間財・サービスといい、それ以外の財・サービスを最終財・サービスという。
生産物市場は企業および外国が自身の最終財・サービスを売るための市場で、各経済主体はこの市場から財・サービスを買い取る。
中間生産物は、別の財・サービスを作るための要素として使われるので、「二重カウント」を避けるため、国内総生産には企業が中間生産物を売ることで得た金は含まれない。
企業によって生産された最終財・サービスは、誰かが自身のお金を支出して買い取るか、あるいは生産した企業が在庫として抱え込む。在庫は「将来、販売する為の商品」であるから、企業の将来への投資支出の一種とみなせる。従って生産された最終財・サービスは最終的に誰かの支出となる。
企業による支出は投資支出と呼ばれ、Iで表される。家計による支出は消費支出と呼ばれ、Cで表される。また政府による支出はGで表される。
輸出入がない場合、GDPを国内で一定期間の間に最終財・サービスに対して行われた支出の総額ともみなせ、次が成立する事がわかる。
GDP = C + I + G
輸出入がある場合、国内総生産額であるGDPのうち、輸出額Xだけ海外へと漏れ出る。 また国内の総支出C+I+Gの一部は輸入に使われたものである。 従って輸入額をIMとすると、以上の議論より、次が成立する事がわかる。
GDP = C + I + G + X - IM
要素市場および金融市場は国内総生産（GDP）を定義する際、直接的には使用しないが、モデルの全体像を捉えやすくするため、説明する。生産要素市場は企業が労働、資本といった生産要素を家計から購入するための市場で、生産要素に対する対価として賃金、利潤、利子、賃料などの形で企業から家計に金が流れ込む。
金融市場は、銀行間取引市場、証券市場および外国為替市場などの総称で、金融市場には家計から民間貯蓄が流れ込み、外国からは外国貸付や株式購入により金が流れ込む。
企業は銀行借入や株式発行により、金融市場から資金を調達し、政府は政府借入により金融市場から資金を調達する。
そして外国は外国借入や株式売却により金融市場から資金を調達する。

### 三面等価の原則
上では、企業が財・サービスの市場で自身の最終財・サービスを売り、その対価として得た金額として国内総生産を定義した。これを支出による定義と呼ぶ。
GDPにはこの他に生産による定義、分配による定義があり、これら3つの定義は全て同値となる（三面等価の原則）。

#### 生産による定義
国内で一定期間（たとえば一年間）に生産された全ての最終財・サービスの総額として国内総生産を定義する。
企業によって生産された最終財・サービスは、誰かが自身のお金を支出して買い取るか、あるいは生産した企業が在庫として抱え込む。在庫は「将来売るための商品」であるから、企業の将来への投資支出の一種とみなせる。従って生産された最終財・サービスは最終的に誰かの支出となる。よって生産額による定義は支出による定義と一致する。
財・サービスXに対し、Xの売上額からXを作るのに使った中間財・サービスの値段を引いたものをXの付加価値という。国内総生産の定義より明らかに、国内総生産は（中間または最終）財・サービスの付加価値の合計に等しい。

#### 分配による定義
企業は財・サービスを売ることで、その付加価値分だけの儲けを得る。企業の得た儲けの一部は、賃金、利子、賃料、および租税として家計や政府の利潤となり、残りは企業の利潤となる（そして利潤の一部は株主への配当や内部留保となる）。従って国内総生産は家計、政府、および企業へと分配された利潤の総和としても定義出来る。
先進諸国の傾向としては、国内総生産の2/3が労働者の取り分となり、1/3が地主・株主などの資本家の取り分となる。付加価値に占める賃金の割合は、2/3くらいが妥当であるとされている。
分配面から見た国内総生産
- 国内総生産=雇用者報酬＋（営業余剰＋混合所得）＋固定資本減耗＋（生産・輸入品に課される税ー補助金）

## 計数の特徴

### 国民総生産と国内総生産の違い
国内総生産（GDP）にしても国民総生産（GNP）にしても、「国籍」は関係がない。。「国民総生産」でいう「国民」とは当該国の居住者主体を対象とする経済的な概念であり国籍とは関係がない。個人の場合、主として当該領土内に6か月以上の期間居住しているすべての人を含む一方、一般に国外に2年以上居住する人は非居住者として扱われる。
GDPとGNPの違いは端的に次の式であらわされる。
GNP=GDP＋第一次所得収支
すなわちGDPに、海外から得た利子配当の類を加えたものである。例示すれば、トヨタが海外で付加価値を計上したとして、海外の雇用者に支払われた給与は日本のGDPにもGNPにも加算されることはないが、付加価値の内日本に利子配当などの形で日本に送金されたものは、日本のGDPには加算されないが、GNPには加算される。むろん逆のケースでは日本のGDPから差し引かれる場合もある。
「国の実体経済」を表す指標としては、国民総生産（GNP）よりも国内総生産（GDP）が重視されるようになった。1980年代頃までは国の経済の規模・成長を測るものさしとして国民総生産（GNP）がよく用いられたが、時代が下るにつれて進展していった経済のグローバル化に伴い、国家を単位とする経済指標としては実態に即さなくなったと考えられるためである。
国連の1993SNA等ではGNPの概念そのものがなくなっており、それに代わる概念として国民総所得（Gross National Income ＝ GNI）が導入されている。国内総生産を推計する体系を国民経済計算（体系）と呼ぶように、国民概念がもともと利用されてきたが、国内の経済活動状況を判断する基準としては国内総生産を使用することが一般的となった。日本でも1993年から国民総生産に替わって国内総生産を使用するようになっている。

### 問題点
国内総生産は各国の経済力を示す重要な指標であるが、計算方法を公開していない推計値であると山内竜介はしている。日本の国内総生産を公表する内閣府は非公開の理由を、「国家機密に当たる」としていると山内竜介は主張する。また、山内竜介によれば計算数式は毎年改良されるので、どれほど客観性、継続性があるか明らかではない。しかし、どのように基礎統計を用いて国民経済計算を作成するかなどは内閣府によってある程度公開されている。
また、中国やロシアをはじめとする権威主義的な国々は政治的目的のため自国のGDP成長率を過大に発表していることが指摘されており、それらの国々ではGDPの数値と実態経済との間に大きな乖離がある可能性がある。
ダイアン・コイルは「GDP――〈小さくて大きな数字〉の歴史」の中で、問題点を指摘している。まず金融仲介の生産高は金利差を使っているのでリスクの高い投資をすればするほどGDPが増える。また公的部門の計算には費用を使うので、公的部門が肥大するとGDPも増加する。ソフトウェアはGDPが増えない中間原材料とも、GDPが増える投資として考えることもできる。ただし「GDPより良い指標はない」という。評者の脇田成首都大学教授は、日本の2013年度のGDP統計では、各項目の税収が増えているのにマイナス成長という不思議なことが起こっているという。
アンガス・ディートンは、今までの経済成長は物質量ではかられてきたため電子メールなどによる生活水準の向上が過小評価されてきたとする
今井賢一・一橋大名誉教授・米スタンフォード大学教授は「21世紀経済はGDPでは測れない」という。無料のサービスが普及したからだという。例えばスカイプ、ライン、メールなどの普及で郵便や電話によるGDPは減少する。今井は河川、森林、野生生物などの価値が「自然資本」として重要性を持つと述べる。
オスカー・モルゲンシュテルンは、GDPの統計誤差は5%以上あったとしている。
2009年、国連は計算基準を見直し、企業の研究開発費、防衛装備費、不動産仲介手数料、特許使用料も加えることとした。そのため日本のGDPは3%程度（約15兆円）増加する見込みである。世界各国は早めに導入済みで、日本では2016年7-9月から導入され、2016年7-9月より前のGDPに対しても、再計算されることになる。
タックス・ヘイヴン（オフショア金融センター）にある資金は世界GDPの1/3である推定21兆～32兆ドルといわれ、GDPの計算がどこまで意味があるか不明となっている。

## 世界銀行による計算手法
世界銀行が公表するGDPは、国際比較プログラムの計算法による購買力平価（PPP）で比較したもので、一般的な為替レートを使う計算法とは異なる。購買力平価によるGDPは、先進国のGDPが低めに算出されるため、2017年の世界順位は中国が1位であり、アメリカが2位、インドが3位となる。

## 関連指標

### 実質国内総生産
以上で説明した国内総生産（名目GDP）は、経済状況のみならず、インフレによる価格変動によっても変化してしまう。そこで価格変動の影響を排除した国内総生産も定義されており、これを実質国内総生産（実質GDP）と呼ぶ。
価格変動の影響を排除するため、実質GDPではある年（例えば2001年）を基準年として定め、基準年における最終財・サービスの価格を使って現在の国内総生産を計算する。
厳密には以下の通りである。最終財・サービスiの基準年における価格がPiで、今年の価格がQiとする。またiは今年Xi個売れたとする。
このとき、今年の実質GDPは
実質GDP = Σi PiXi
により定義される。ここで和Σiは全ての最終財・サービスを渡る。
一方今年の名目GDPは
名目GDP = Σi QiXi
である。
以上で述べた実質GDPの値は、基準年の選び方に依存してしまう。従って現在では基準年の選び方の影響を排除するために、「連鎖」という方法で補正した定義を用いて実質GDPを計算している。

### 一人当たり国内総生産
国内総生産をその国の人口で割った値を一人当たりGDPと呼ぶ。
国ごとに人口が違うので、国ごとの経済状況を比較するには、通常の国内総生産ではなく一人当たり国内総生産を使う必要がある。国内総生産には名目と実質があるため、一人当たりGDPも一人当たり名目国内総生産と一人当たり実質GDPがある。
現在の国別一人当たりGDPについては国の国内総生産順リスト (一人当り為替レート)を参照。

### 国内総生産デフレーター
名目GDPを実質GDPで割った値をGDPデフレーターと呼ぶ。
名目GDPと実質GDPはそれぞれインフレ調整を行っていないGDPと行ったGDPであるから、その比にあたるGDPデフレーターは、インフレの程度を表す物価指数であるのだと解釈できる。
従ってGDPデフレーターの増加率がプラスであればインフレーション、マイナスであればデフレーションとみなせる。

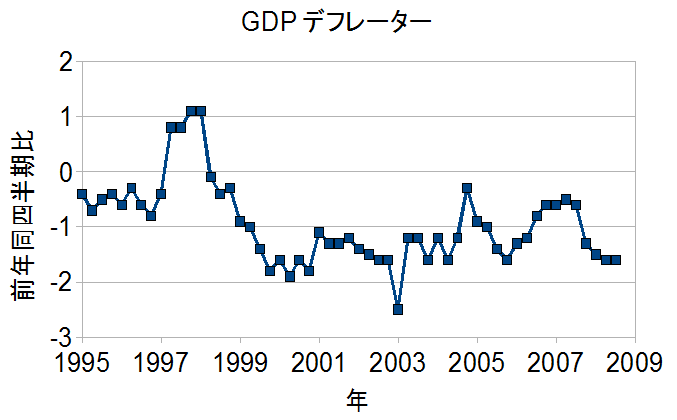
1995年からの日本のGDPデフレーター前年同四半期増加率(%)。内閣府の四半期別GDP速報より作成。

GDPデフレーターが消費者物価指数や企業物価指数など他の物価指数と著しく異なる点は、GDPデフレーターは輸入物価の上昇による影響を控除した「国内」の物価水準を表しているという点である。このため、原油価格の上昇など輸入物価が上昇するというような場合には、消費者物価指数や企業物価指数が上昇しているにもかかわらず、GDPデフレーターが下落をするということがしばしば起こる。
このため1990年代末から2000年代初頭にかけて、日本経済で物価の下落が続くデフレーションが続いているのかどうかを判断する際に、GDPデフレーターを使うことが適切であるかどうかについては見解が分かれた。下落が続いていた消費者物価指数は、2005年初めから下落幅が縮小し、その年の10月には前年同月比がゼロとなって、11月以降は上昇が続いた。このことには原油価格の上昇によるコスト・プッシュの影響がかなりあったため、GDPデフレーターは前年比で1%以上の下落が続いていた。量的金融緩和政策の解除時期を巡って、緩和継続を望む日本政府と早期解除を望む日銀の間で議論が起こり、政府はGDPデフレーターがデフレであるとして量的金融緩和政策の解除に対しては慎重な姿勢をみせた。しかし、現実に上昇している消費者物価と企業物価を無視し、GDPデフレーターのみによって、「物価は上昇しているがインフレでない」と主張することはきわめて詭弁的である。GDPデフレーターはあくまで名目GDPを実質GDPで割った数値にすぎず、現実の物価が上がっていることを否定できるものでない。
なお現在、日本のGDPデフレーターはパーシェ型の連鎖指数で、実質GDPはラスパイレス型の連鎖指数であり、米国の実質GDPはフィッシャー型の連鎖指数が採用されている（パーシェ、ラスパイレス、フィッシャーおよび連鎖指数の説明については、指数 (経済)を参照）。

### 国内純生産
国内純生産(Net Domestic Product、NDP)は、国内総生産から固定資本の減耗分を差し引いた値である。しかし経済全体での固定資本の減耗分は測定しづらく、このため経済学者達は減耗の推定をあまり信用していない。

### グリーンGDP
グリーンGDPとは、従来のGDPから環境破壊による生活の質低下を引いたもの。
基本的な概念は「自然界の様々な要素を、何らかの基準で数値化し、価値ある資源として計上する」というものである。多くの場合、人類の経済活動は環境に悪影響を及ぼしているので、GDPに相応の減少分が発生する。これは生産活動によって減価償却が行われるのと似ている。
一定期間内に一国内で発生した付加価値の総量のことをGDPといい、この数値が増加すれば経済は発展していると見なされるが、これはつまり、「より多くの付加価値が生産されれば、それだけ経済は成長している」と考えているということである。
しかし、この考え方には欠点もある。例えば、森林開発が行われると木材・パルプ生産や住宅建設などがGDPを押し上げるが、土壌流出など環境破壊が起こっても、GDPには何の影響もない。このような矛盾に対して、1980年代後半から環境問題に対する取り組みが強化されたことで、現行のGDPの算出方式を変えようという声が出始めた。そこで代わりにグリーンGDPが考え出される。
1993年には国連統計部が独自の基準を策定したが、世界的にはばらばらの基準を用いているのが現状である。つまり、定評のある金銭換算の計測方法は未だにない。

### 国民純福祉
国民純福祉（NNW）とは、GDPから公害や軍事費などの社会的に望ましくない価値を差し引き、家事労働やボランティア活動など値段で示されない価値を金銭換算して加えたもの。ただし、定評のある金銭換算の計測方法は未だにない。

### 域内総生産
国内総生産が一国内において生産された付加価値額を表すのに対し、域内総生産 (Gross Regional Product) は都市圏や経済圏、州や県など、一定の地域内で生産された付加価値額を表す。域内総生産には中央政府が行う生産が含まれない場合もあり、全国の域内総生産を合計しても、必ず国内総生産と一致するとは限らない（日本の経済産業省が公表している地域間産業連関表のように、不整合を項目として設ける等の調整を行わない限り、全国計と一致することの方が珍しい。
都市圏同士の比較や地域経済間比較といった各種分析で使用される他、国土の広大なロシアの統計でよく用いられる。

## 各国の国内総生産

### 各国の名目GDP順リスト
米ドル(US$)建ての名目国内総生産における上位10か国。
- 単位は10億US$

| 順位 | 2023年   | 2023年     | 2017年   | 2017年    | 2007年   | 2007年    | 1997年   | 1997年   | 1987年   | 1987年   |
| ---- | -------- | ---------- | -------- | --------- | -------- | --------- | -------- | -------- | -------- | -------- |
| 1    | アメリカ | 26,185.210 | アメリカ | 19,519.40 | アメリカ | 14,477.63 | アメリカ | 8,608.53 | アメリカ | 4,870.23 |
| 2    | 中国     | 19,243.974 | 中国     | 12,062.29 | 日本     | 4,515.26  | 日本     | 4,415.72 | 日本     | 2,495.96 |
| 3    | ドイツ   | 4,456.100  | 日本     | 4,859.79  | 中国     | 3,571.45  | ドイツ   | 2,221.74 | 西ドイツ | 1,170.62 |
| 4    | 日本     | 4,210.600  | ドイツ   | 3,664.51  | ドイツ   | 3,444.72  | イギリス | 1,537.56 | フランス | 939.45   |
| 5    | インド   | 3,820.573  | インド   | 2,652.25  | イギリス | 3,064.35  | フランス | 1,462.61 | イタリア | 815.84   |
| 6    | イギリス | 3,479.468  | イギリス | 2,640.07  | フランス | 2,666.81  | イタリア | 1,240.58 | イギリス | 807.38   |
| 7    | フランス | 2,806.690  | フランス | 2,591.78  | イタリア | 2,206.11  | 中国     | 965.32   | ソ連     | 532.61   |
| 8    | カナダ   | 2,326.620  | ブラジル | 2,052.81  | スペイン | 1,481.39  | ブラジル | 883.53   | カナダ   | 431.33   |
| 9    | ロシア   | 2,136.222  | イタリア | 1,950.70  | カナダ   | 1,464.98  | カナダ   | 652.83   | 中国     | 330.30   |
| 10   | ブラジル | 2,059.443  | カナダ   | 1,649.93  | ブラジル | 1,397.11  | スペイン | 587.97   | スペイン | 317.60   |

### 日本

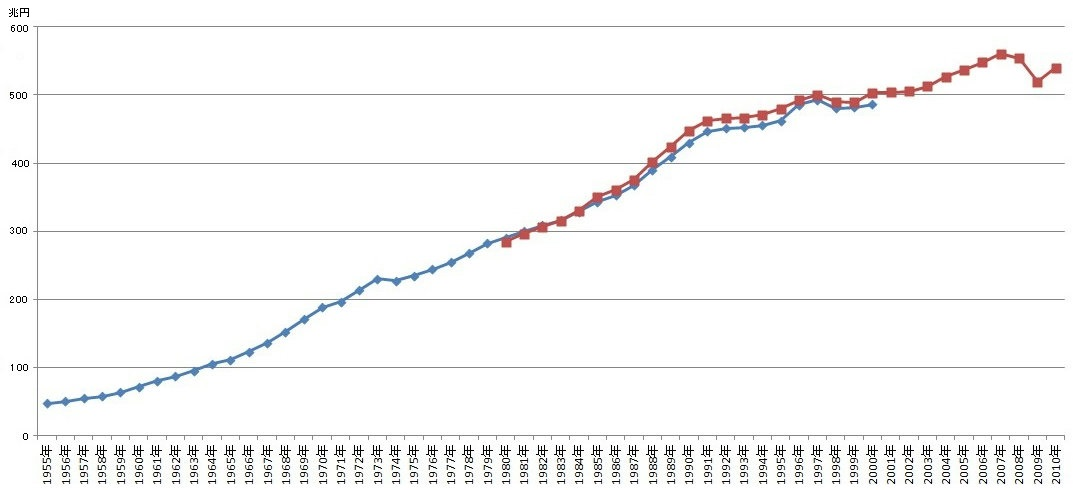
日本の実質GDPの推移。青が1990年基準、赤が2000年基準によるグラフである。

円建てでの日本の国内総生産（実質GDPと名目GDP、GDPデフレーター）の経年変化。
1990年代以降の約20年間は、円建てでの国内総生産の名目経済成長率は年率マイナス0.7%程度、実質経済成長率は年率0.6%程度、インフレ率は年率マイナス1.3%程度になった。名目GDPは1997年に記録した536兆円をピークとし、2010年にはそれより63兆円少ない473兆円にまで低下した。
1999年4月に実施した消費税増税の影響で第二四半期の成長率は2.9%のマイナス成長に陥った。これは過去23年間で最悪の数字であった。その後名目GDPは低迷を続けた。
日本は2012年現在、毎年1%前後のデフレが続いているため、仮に実質GDP成長率が1%あっても差し引きで名目GDP成長率はゼロとなる（実質GDP成長率1%+インフレ率-1%=名目GDP成長率0%）。
US$建てにしたGDPでは、円ではなくてUS$で給料を受け取っている人は日本には稀有なので他国のGDPと正確に比較することは出来ない。ただし、ユーロのような共通通貨を使っているEU加盟国同士では為替による変動が無いため実体を反映した比較ができる。例えば、日本で前年より経済成長したため、円建てのGDPが増加していても、前年より円安の時は同じ額をUSドル建てにしたGDPでは伸びるどころか逆に減少しているようにみえることが多い。一方、円建てのGDPが減少又は低迷している不景気でさえ、前年より円高だとUS$建てのGDPだと前年より増加していることが多い。日本のGDPを約500兆円だと仮定して1US$= 80円の円高に日本のGDPをUS$建てで換算すると約6兆US$になり、1US$=120円の円安でなら約4兆US$となり、円建てでのGDPが同じ額にもかかわらず減少しているような統計結果になってしまう。実際に2015年に国民1人当たり名目GDPはドルに換算した「ドル建て」では「減少」しているが、円建てベースでは1994年以降最高で前年比3.4％程増加している。一方で、円安はUSドルベースでのGDPにおいてはマイナス要因となるが、円安は輸出を促進するため、輸出増加分がGDPに反映される頃にはプラス要因となる。このように、ドルベースのGDPは為替の影響を大きく受ける。そのため、USドルベースのGDPは日本と日本以外の国のGDPを比較するときに主に用いられ、日本国内の経済成長の推移を解析する上では、日本円ベースのGDPが主に用いられる。
最近の動向として、2024年度において日本の名目国内総生産は初めて600兆円を超えた。特に、近年の景気回復局面では、従来の財・製造業主導ではなく、サービス部門、訪日外国人消費を中心としたサービス輸出及び国内民間最終需要が成長を支えている点が特徴的である。

日本の実質GDP成長率の推移

| 暦年   | 名目GDP   | 実質GDP   | GDPデフレーター 対前年増加率(%) |
| ------ | --------- | --------- | ------------------------------- |
| 1955年 | 8,369.5   | 47,075.0  |                                 |
| 1956年 | 9,422.2   | 50,602.7  | 4.7                             |
| 1957年 | 10,858.3  | 54,557.8  | 6.9                             |
| 1958年 | 11,538.3  | 57,946.9  | 0.0                             |
| 1959年 | 13,190.3  | 63,402.7  | 4.5                             |
| 1960年 | 16,009.7  | 71,683.1  | 7.4                             |
| 1961年 | 19,336.5  | 80,179.8  | 8.0                             |
| 1962年 | 21,942.7  | 87,072.6  | 4.5                             |
| 1963年 | 25,113.2  | 94,724.0  | 5.2                             |
| 1964年 | 29,541.3  | 105,319.5 | 5.8                             |
| 1965年 | 32,866.0  | 111,294.3 | 5.3                             |
| 1966年 | 38,170.0  | 122,700.2 | 5.3                             |
| 1967年 | 44,730.5  | 136,300.2 | 5.5                             |
| 1968年 | 52,974.9  | 152,532.1 | 5.8                             |
| 1969年 | 62,228.9  | 170,764.5 | 4.9                             |
| 1970年 | 73,344.9  | 188,323.1 | 6.9                             |
| 1971年 | 80,701.3  | 196,588.9 | 5.4                             |
| 1972年 | 92,394.4  | 213,129.0 | 5.6                             |
| 1973年 | 112,498.1 | 230,248.8 | 12.7                            |
| 1974年 | 134,243.8 | 227,427.7 | 20.8                            |
| 1975年 | 148,327.1 | 234,458.7 | 7.2                             |
| 1976年 | 166,573.3 | 243,778.5 | 8.0                             |
| 1977年 | 185,622.0 | 254,481.2 | 6.7                             |
| 1978年 | 204,404.1 | 267,897.5 | 4.6                             |
| 1979年 | 221,546.6 | 282,588.9 | 2.8                             |
| 1980年 | 240,175.9 | 290,551.1 | 5.4                             |

| 暦年   | 名目GDP   | 実質GDP   | GDPデフレーター 対前年増加率(%) |
| ------ | --------- | --------- | ------------------------------- |
| 1980年 | 242,838.7 | 284,375.0 |                                 |
| 1981年 | 261,068.2 | 296,252.9 | 4.3                             |
| 1982年 | 274,086.6 | 306,256.2 | 2.1                             |
| 1983年 | 285,058.3 | 315,629.9 | 2.2                             |
| 1984年 | 302,974.9 | 329,719.3 | 3.3                             |
| 1985年 | 325,401.9 | 350,601.6 | 2.3                             |
| 1986年 | 340,559.5 | 360,527.4 | 1.8                             |
| 1987年 | 354,170.2 | 375,335.8 | 0.3                             |
| 1988年 | 380,742.9 | 402,159.9 | 1.0                             |
| 1989年 | 410,122.2 | 423,756.5 | 2.7                             |
| 1990年 | 442,781.0 | 447,369.9 | 2.7                             |
| 1991年 | 469,421.8 | 462,242.0 | 3.2                             |
| 1992年 | 480,782.8 | 466,027.9 | 1.6                             |
| 1993年 | 483,711.8 | 466,825.1 | 0.6                             |
| 1994年 | 488,450.3 | 470,856.5 | 0.2                             |

| 暦年   | 名目GDP   | 実質GDP   | GDPデフレーター 対前年増加率(%) |
| ------ | --------- | --------- | ------------------------------- |
| 1994年 | 510,916.1 | 446,522.3 |                                 |
| 1995年 | 521,613.5 | 458,270.3 | -0.5                            |
| 1996年 | 535,562.1 | 472,631.9 | -0.4                            |
| 1997年 | 543,545.4 | 477,269.5 | 0.5                             |
| 1998年 | 536,497.4 | 471,206.6 | -0.0                            |
| 1999年 | 528,069.9 | 469,633.1 | -1.2                            |
| 2000年 | 535,417.7 | 482,616.8 | -1.3                            |
| 2001年 | 531,653.9 | 484,480.2 | -1.1                            |
| 2002年 | 524,478.7 | 484,683.5 | -1.4                            |
| 2003年 | 523,968.6 | 492,124.0 | -1.6                            |
| 2004年 | 529,400.9 | 502,882.4 | -1.1                            |
| 2005年 | 532,515.6 | 511,953.9 | -1.2                            |
| 2006年 | 535,170.2 | 518,979.7 | -0.9                            |
| 2007年 | 539,281.7 | 526,681.2 | -0.7                            |
| 2008年 | 527,823.8 | 520,233.1 | -0.9                            |
| 2009年 | 494,938.4 | 490,615.0 | -0.6                            |
| 2010年 | 505,530.6 | 510,720.0 | -1.9                            |
| 2011年 | 497,448.9 | 510,841.6 | -1.6                            |
| 2012年 | 500,474.7 | 517,864.4 | -0.8                            |
| 2013年 | 508,700.6 | 528,248.1 | -0.4                            |
| 2014年 | 518,811.0 | 529,812.8 | 1.7                             |
| 2015年 | 538,032.3 | 538,081.2 | 2.1                             |
| 2016年 | 544,364.6 | 542,137.4 | 0.4                             |
| 2017年 | 553,073.0 | 551,220.0 | -0.1                            |
| 2018年 | 556,630.1 | 554,766.5 | -0.0                            |
| 2019年 | 557,910.8 | 552,535.4 | 0.6                             |
| 2020年 | 539,808.2 | 529,621.1 | 0.9                             |
| 2021年 | 552,571.4 | 543,175.8 | -0.2                            |
| 2022年 | 559,710.1 | 548,361.7 | 0.3                             |

- 統計のGDPは円建てであり、単位は10億円
- 1955年 - 1980年は、「平成10年度国民経済計算」(平成2年基準・68SNA)による国内総支出[40]。実質値は1990(平成2)暦年基準。1980年は連続性のために示した。
- 1980年 - 1993年 は、「平成20年度国民経済計算」（平成12年基準）による国内総生産（支出側）。[41]。実質値は2000（平成12)暦年基準。1994年は比較のため示した。
- 1994年 - 2022年は、「令和4年度国民経済経済計算」（平成27年基準）による国内総生産（支出側）。[42]。実質値は2015(平成27)暦年基準。
- 値は遡及して改訂される可能性がある。

### 米国
アメリカ合衆国のGDPは米国商務省経済分析局（BEA＝The Bureau of Economic Analysis, U.S. Department of Commerce）から発表されている。発表時期は1、4、7、10月に速報値、次月の2、5、8、11月に改定値、さらに3、6、9、12月に確定値が発表される。